# Con Hermida y compañía
Con Hermida y compañía (posteriorment titulat Con Hermida y Cía) va ser un programa de televisió d'Espanya, dirigit i presentat per Jesús Hermida en la cadena Antena 3 entre 1993 i 1996.

## Format
Cada setmana es proposa un tema de debat sobre una cuetión d'actualitat que és introduït per la presentador Marta Robles. Seguidament s'entaula un debat entre personalitats acadèmiques i culturals, conduït per Jesús Hermida.
Després de la sortida de Robles del programa, Carlos García Hirschfeld i Candela Palazón també van col·laborar en les labors de presentació.

## Convidats
Entre els contertulians habituals del programa, figuren, entre d'altres, el Premi Nobel de Literatura Camilo José Cela, el també escriptor Fernando Sánchez Dragó, els polítics Celia Villalobos, Pilar Rahola, Jesús Gil y Gil, Amparo Rubiales i Cristina Almeida, els periodistes Andrés Aberasturi, José Oneto, Miguel Ángel Gozalo, Victoria Prego, Pilar Cernuda, Fernando Jáuregui, Nativel Preciado, Javier González Ferrari, Isabel San Sebastián, Pedro J. Ramírez, Consuelo Álvarez de Toledo, Moncho Alpuente i Pilar Urbano i els actors Adolfo Marsillach i José Sacristán.